# Inhale
«Inhale» —en español: Inhalación —es una canción de la banda estadounidense de hard rock, Stone Sour para su álbum debut homónimo: Stone Sour, y a su vez fue el tercer sencillo de dicho álbum, lanzado en julio de 2003.
Llegó a ocupar el puesto #18 del Mainstream Rock Tracks de Billboard y alcanzó el #63 del  UK Singles. La canción fue nominada al Premio Grammy a la mejor interpretación de metal en la ceremonia del año 2004, perdiendo a manos de Metallica con el tema St. Anger.

## Video musical
El videoclip fue dirigido por Gregory Dark y el mismísimo Corey Taylor y fue lanzado a principios del año 2003. Muestra a la banda como homeless, vagando a través de una gran ciudad. Mientras están caminando alrededor, los miembros del grupo se muestran buscando y repasando los contenedores de basura para comer. Justo antes del segundo coro, la escena cambia, y la banda se muestra en trajes blancos, tocando la canción en un elegante bar club. Sin embargo, cuando Corey comienza a gritar, sus trajes se tornan sucios y desgarrados. La cámara luego se alterna entre tomas de la banda tocando, y los miembros de la audiencia desaparecen en el aire. A medida que llega la finalización del video, la banda se muestra fuera, una vez más sin hogar, se desvanece ante la cámara. Podría ser una manera de decir cómo Stone Sour en sus inicios fue ridiculizado por tocar su música más pesada por la crítica local.

## Listado de canciones
| CD, sencillo, Enhanced |                               |          |  |
| N.º                    | Título                        | Duración |  |
| 1.                     | «Inhale»                      | 04:18    |  |
| 2.                     | «Inside The Cynic»            | 03:23    |  |
| 3.                     | «Inhale» (Unedited Rough Mix) | 05:32    |  |
| 4.                     | «Inhale»                      | Video    |  |

| CD, sencillo, Promo |                          |          |  |
| N.º                 | Título                   | Duración |  |
| 1.                  | «Inhale» (Radio Edit)    | 04:02    |  |
| 2.                  | «Inhale» (Álbum Versión) | 04:18    |  |